# Ratatat (album)
Ratatat è il primo album in studio del gruppo rock elettronico statunitense Ratatat, pubblicato nel 2004.

## Tracce
1. Seventeen Years – 4:26
2. El Pico – 4:41
3. Crips – 3:47
4. Desert Eagle – 4:25
5. Everest – 4:10
6. Bustelo – 2:27
7. Breaking Away – 4:19
8. Lapland – 4:56
9. Germany to Germany – 3:38
10. Spanish Armada – 2:58
11. Cherry – 5:58